# Chalukya occidentaux

Chalukya occidentaux.

La dynastie indienne des  Chalukya occidentaux (973-1190) est une des trois dynasties Chalukya, liées  par filiation collatérale mais distinctes , qui ont régné sur  l'ouest et le centre du Deccan (partie centrale de l'Inde actuelle). 
Les premiers Chalukya dits Chalukya de Vatapi (actuelle Badami) règnent de 543 à 753.  
Après leur défaite face aux Rashtrakuta, l'éclipse des Chalukya dure du milieu du VIIIe à la fin du Xe siècle. 
Leur renaissance est due à la dynastie des Kannadiga, branche collatérale  des premiers Chalukya, parfois désignée sous le nom de Kalyani Chalukya d'après la capitale royale de Kalyani, aujourd'hui Basavakalyan, située dans l'Etat indien de Karnataka. Cette dynastie, qui a supplanté les Rashtrakuta, règne de 973 à 1190 environ; elle est désormais couramment appelée Chalukya occidentaux afin de la différencier de celle des Chalukya orientaux  ou Chalukya de Vengi dont la domination dans l'est du Deccan s'étend du VIIIe au XIIIe siècle.